# Caproni Ca.6
O Caproni Ca.6 era um biplano com estrutura da madeira e tela possuía motores Rebus de 50 Cv. O Ca.6 foi baseado no Caproni Ca.5.

## Especificações (Ca.6)
Dados de: Aeroplani Caproni – Gianni Caproni ideatore e costruttore di ali italiane.
Descrições gerais
- Tripulação: 1
- Comprimento: 9,80 m (32 ft)
- Envergadura: 12 m (39 ft)
- Altura: 3,27 m (11 ft)
- Área alar: 45 m² (484 ft²)
- Peso bruto (carregado): 700 kg (1 540 lb)

Motorização
- Número de motores: 1x
- Tipo do motor: Motor de quatro cilindros em linha
- Fabricante/modelo: Rebus
- Potência por motor: 50 hp (37,3 kW)